# Otto Mohr

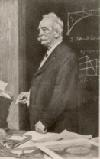
Otto Mohr

Christian Otto Mohr (Wesselburen, 8 oktober 1835 — Dresden, 2 oktober 1918) was een Duits ingenieur  en statisticus die bekend is door de naar hem vernoemde Wet van Mohr-Coulomb.